# Uffici I.T.O. d'armata
Il 16 ottobre 1916 l'Ufficio informazioni (Ufficio "I"), dipendente dal riparto operazioni del Comando supremo militare italiano fu completamente riorganizzato, basandosi sul concetto di dividere il complesso delle sue funzioni in due branche e fu scisso nell'Ufficio informazioni truppe operanti (Ufficio "I.T.O.") e nel Servizio informazioni (Servizio "I").

Nell'ambito dell'Ufficio informazioni truppe operanti (Ufficio "I.T.O.") furono costituiti degli speciali uffici informazioni truppe operanti d'armata (Uffici "I.T.O." d'armata), che all'inizio furono solo 5, essendo solo 5 le armate costituite, fino ad arrivare a 10 nell'ottobre 1918.
Le funzioni degli Uffici "I.T.O." d'armata erano quelle relative alle informazioni in zona operativa della specifica Armata.

## Organizzazione dell'Ufficio "I.T.O." d'armata[senzafonte]
- Comando supremo militare italiano
  - Riparto operazioni
    - Ufficio situazioni di guerra
      - Ufficio informazioni truppe operanti (Ufficio "I.T.O.")
        - 1ª Sezione Coordinamento tecnico uffici I.T.O. d'armata
          - Ufficio I.T.O. della 1ª armata (16 ottobre 1916 - 1919)
          - Ufficio I.T.O. della 2ª armata (16 ottobre 1916 - 1919)
          - Ufficio I.T.O. della 3ª armata (16 ottobre 1916 - luglio 1919)
          - Ufficio I.T.O. della 4ª armata (16 ottobre 1916 - 1919)
          - Ufficio I.T.O. della 5ª armata (16 ottobre 1916 - 1º giugno 1918)
          - Ufficio I.T.O. della 6ª armata (1º dicembre 1916 - 1º luglio 1919)
          - Ufficio I.T.O. della 7ª armata (25 febbraio 1918 - 18 novembre 1918)
          - Ufficio I.T.O. della 8ª armata (1º giugno 1918 - 31 gennaio 1919)
          - Ufficio I.T.O. della 9ª armata (1º giugno 1918 - 15 febbraio 1919)
          - Ufficio I.T.O. della 10ª armata (14 ottobre 1918 - 18 novembre 1919)

## Sedi dell'Ufficio "I.T.O." d'armata
| Tipologia                                                           | Indirizzo                                                     | Comune      | Provincia | Regione               | Posizionamento              | Note                                                        | Stato                                               |
| ------------------------------------------------------------------- | ------------------------------------------------------------- | ----------- | --------- | --------------------- | --------------------------- | ----------------------------------------------------------- | --------------------------------------------------- |
| * 1ª Sezione coordinamento tecnico uffici I.T.O. d'armata           | Piazza Umberto I (oggi piazza 1º Maggio)                      | Udine       | UD        | Friuli-Venezia Giulia | 46°03′58.92″N 13°14′22.32″E | Trasferito a Treviso all'inizio della disfatta di Caporetto | In attività dal 16 ottobre 1916 al 26 ottobre 1917  |
| * 1ª Sezione coordinamento tecnico uffici I.T.O. d'armata           | Palazzo Revedin                                               | Treviso     | TV        | Veneto                |                             | Trasferito a Padova dopo la disfatta di Caporetto           | In attività dal 26 ottobre 1917 al 7 novembre 1917  |
| * 1ª Sezione coordinamento tecnico uffici I.T.O. d'armata           | Corso Vittorio Emanuele II, 126 - Palazzo Dolfin - Papadopoli | Padova      | PD        | Veneto                | 45°23′41.43″N 11°52′20.46″E | Trasferito ad Abano Bagni per i bombardamenti su Padova     | In attività dal 7 novembre 1917 al 5 febbraio 1918  |
| * 1ª Sezione coordinamento tecnico uffici I.T.O. d'armata           | Via Pietro d'Abano, 1 - Hotel Trieste                         | Abano Bagni | PD        | Veneto                | 45°21′13.99″N 11°47′01″E    |                                                             | In attività dal 5 febbraio 1918 al luglio 1919      |
| * 10 Uffici I.T.O. d'armata - Informazioni truppe operanti d'armata |                                                               |             |           |                       |                             | Presso i quartier generali degli stati maggiori d'armata    | In attività dal 16 ottobre 1916 al 18 novembre 1919 |

Prima guerra mondiale